# Засечье
Засе́чье — село в Спасском районе Рязанской области, входит в состав Кирицкого сельского поселения.

## География
Засечье находится в южной части Спасского района Рязанской области, к юго-востоку от Рязани. Расположено на высоком холме правом берегу реки Прони, на высоте 136 метров над уровнем моря. С одной стороны к селу подходит глубокий овраг с ручьём Никифоровка, а с другой — овраг с ручьём Дунавец, который уходит к Сушкинскому монастырю.

## История
Впервые село упоминается в платежных книгах Старорязанского стана Рязанского уезда, как вотчина рязанских архиереев, за 1594—1597 годы и в писцовых книгах 1637 года.

## Население
| 1859 | 1897 | 1906  | 2010 |
| ---- | ---- | ----- | ---- |
| 584  | ↗827 | ↗1053 | ↘265 |

## Инфраструктура
В Засечье действуют крестьянско-фермерское хозяйство Ерукова и база отдыха «Майор Пронин». В деревне 3 улицы: Дачная, Луговая и Центральная.